# Nuevo Progreso, Nuevo Laredo
Nuevo Progreso är en ort i Mexiko.   Den ligger i kommunen Nuevo Laredo och delstaten Tamaulipas, i den nordöstra delen av landet, 900 km norr om huvudstaden Mexico City. Nuevo Progreso ligger 152 meter över havet och antalet invånare är 432.
Terrängen runt Nuevo Progreso är platt. Runt Nuevo Progreso är det tätbefolkat, med 276 invånare per kvadratkilometer. Närmaste större samhälle är Nuevo Laredo, 7,9 km öster om Nuevo Progreso. Trakten runt Nuevo Progreso består i huvudsak av gräsmarker.